# Gamborgsfjorden

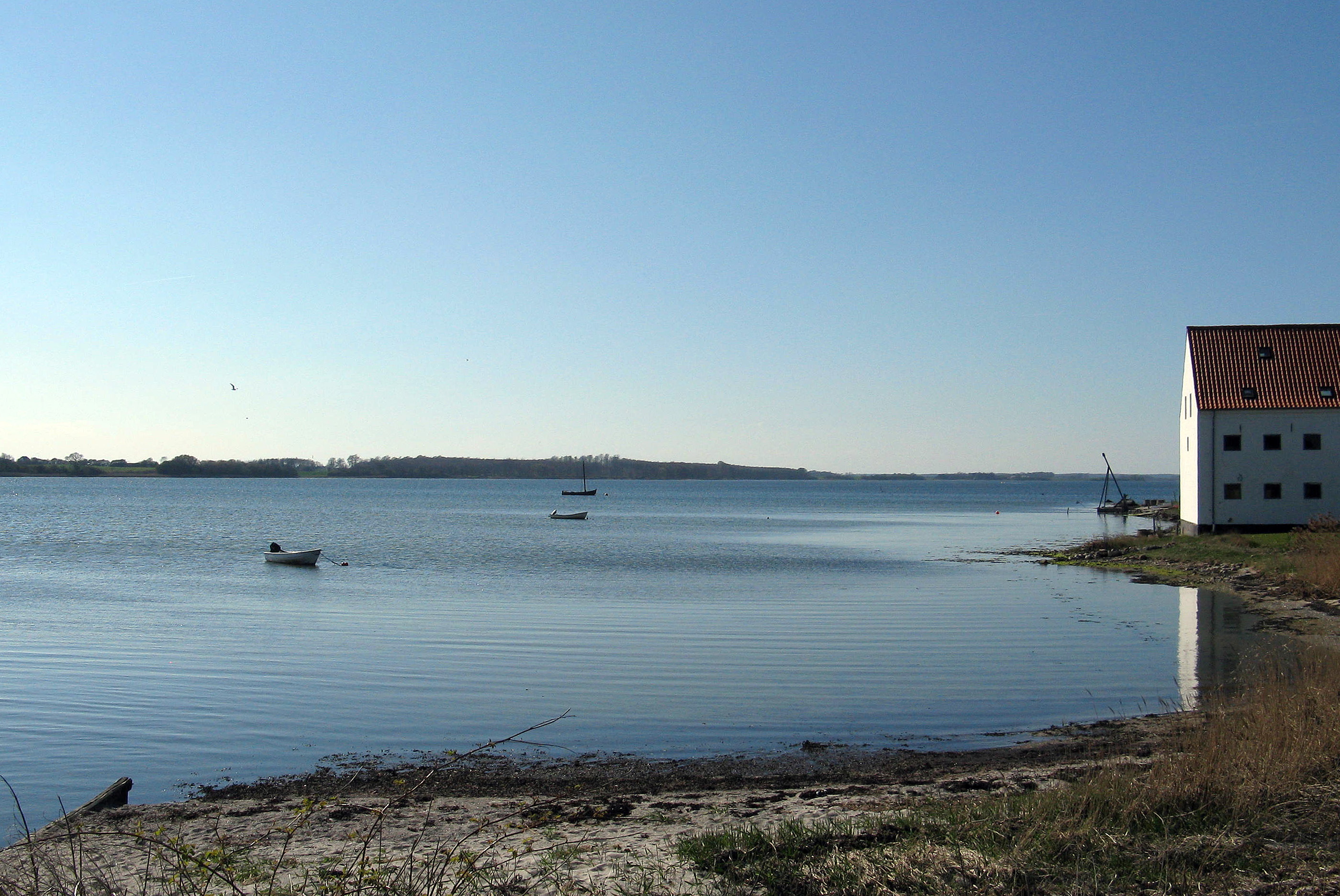
Gamborg Fjord sedd österifån

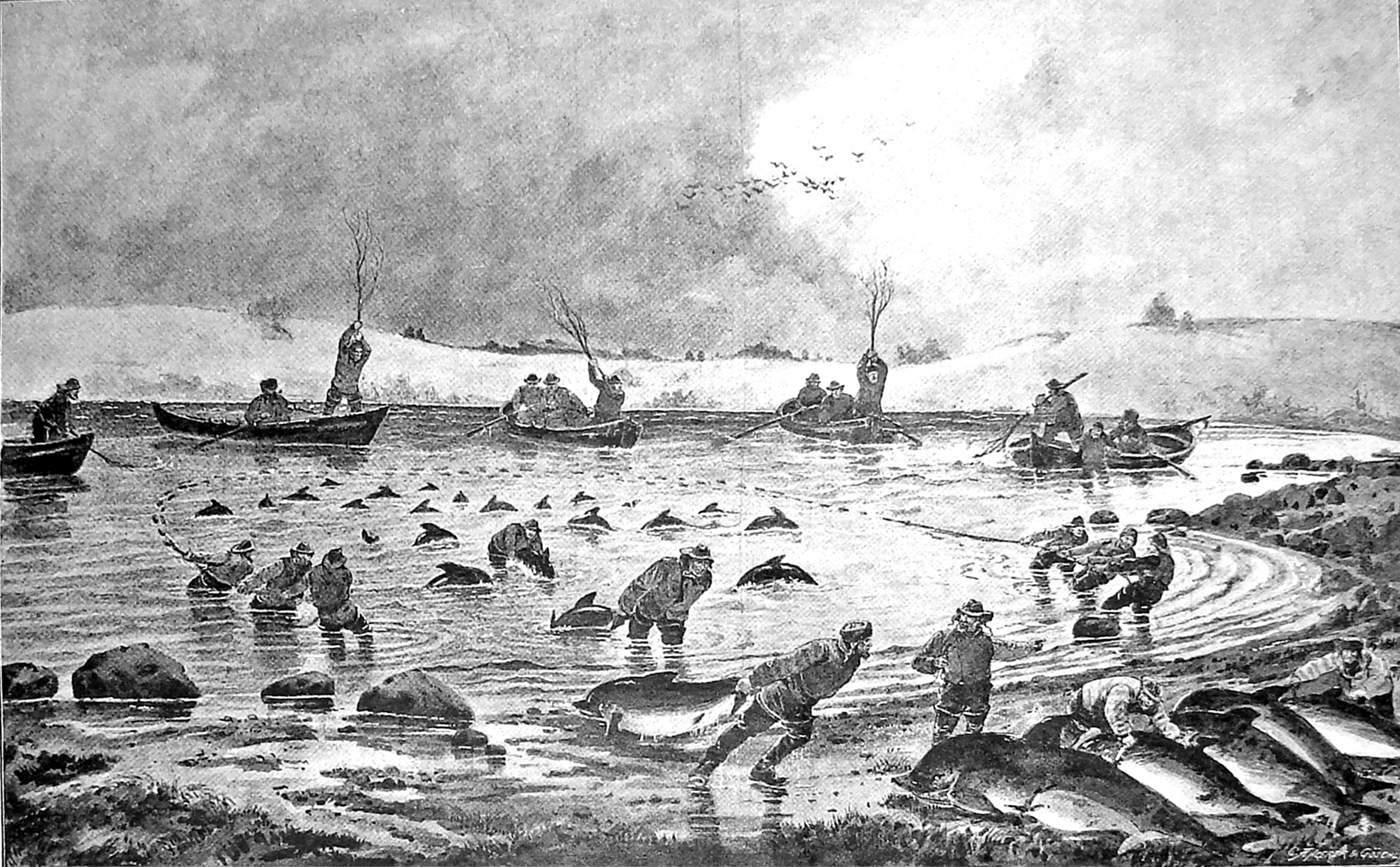
Valfångst ab tumlare i Gamborg Fjord på 1800-talet

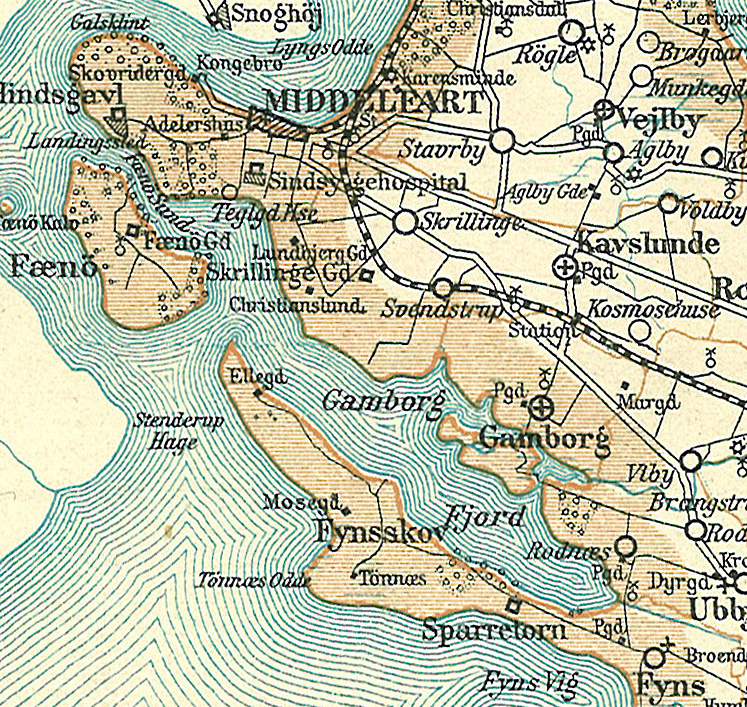
Gamborg Fjord omkring 1900

Gamborgsfjorden är en vik som går in i sydostlig riktning från Fænøsund i Lilla Bält vid västra delen av Fyns sydkust, sydost om Middelfart. 
Viken är åtta kilometer lång och ungefär en kilometer bred. Den avgränsas mot sydväst av halvön Fønsskov. Norr om fjorden ligger huvudön Fyn med bland annat Gamborgs socken. Där låg tidigare kungaborgen Gamborg, (Gamleborrig) på voldstedet Højborg, väster om Gamborg som givit namn åt fjorden.
Fjorden är en del av EU-habitatområdet Lillebælt, och är därmed ett internationellt skyddat naturreservat.
Gamborgsfjorden var tidigare känt som Middelfarts Marsvinelaugs (Middelfarts valfångstmannaskrås) fångstplats från medeltiden fram till slutet av 1800-talet, då valfångsten i Gamborg Fjord bedrevs där.
En fördämning mellan Fyn och Svinø genom en vägdamm vid Ronæs byggdes i slutet av 1700-talet, varigenom ett 54 hektar stort område i botten av Gamborgfjordens nordliga arm blev avsnört. Detta område torrlades efterhand och odlades under 1800-talet. Slutlig dränering skedde 1938, men pumpningen avbröts under 2000-talet. Därför ligger numera Føns Vang, som är Fyns näst största sjö, numera i Gamborgfjordens förlängning. Den har ett mycket rikt fågelliv och är tillsammans med Gamborgfjorden och Lilla Bält ett internationellt naturskyddsområde. Det har en areal på 113 hektar, varav 102 hektar vattenyta och blev naturreservat 2006 som ett Natura 2000-område (nummer 112).